# Hidrófilo
Hidrófilo o hidrofílico (del griego hydros, ‘agua’, y philia, ‘amistad’) es una sustancia que tiene afinidad por el agua. En una disolución o coloide, las moléculas hidrófilas son a su vez lipófobas, es decir, no se pueden mezclar con lípidos o grasas.